# عدوى فيروس ألفا
قد تكون الإصابة بفيروس ألفا ناتجة عن عدوى فيروس سندبيس، وتؤدي إلى اندلاق جلدي متعدد، وحمامى وحطاطات تصل إلى 4 ملم.:403